# Incendio forestal de Ōfunato
El incendio forestal de Ofunato comenzó el 26 de febrero de 2025 en el sureste de la prefectura de Iwate, Japón. El 3 de marzo del mismo año, el incendio quemó 7000 acres, destruyó más de 80 estructuras, mató a una persona y obligó a más de 4500 personas a abandonar sus hogares.

## Progresión
A las 13:02 horas del 26 de febrero se realizó la primera llamada de emergencia, reportándose en Akasaki, ciudad de Ōfunato.  La primera orden de evacuación se emitió a las 14:14 horas, cubriendo el área de Ryōri. Tras quedar varados en el puerto pesquero de Koji, 15 personas tuvieron que ser rescatadas a las 5:20 p. m. por la Guardia Costera de Kamaishi .  Un informe de la Agencia de Gestión de Incendios y Desastres (AGID) a las 10:30 p. m. dijo que el incendio se había extendido a 600 hectáreas.  Las estimaciones de AGID a las 22:40 horas cifran en 84 el número de edificios dañados; Hasta ese momento, se habían emitido órdenes de evacuación para 2114 personas en 873 hogares. 
El 28 de febrero, un informe de AGID indicó que el tamaño del incendio era de 600 hectáreas.  Otro informe a las 14:00 indicó que el incendio había crecido a 1200 hectáreas,  convirtiéndolo en el incendio forestal más grande de Japón desde el incendio en Kushiro, Hokkaido, que quemó 1030 hectáreas en 1992.   A las 6:13 p. m. se emitió otra orden de evacuación que cubría las áreas de Morikko, Nochinoiri, Ōbora, Ubukata, Yado y Yamaguchi. 

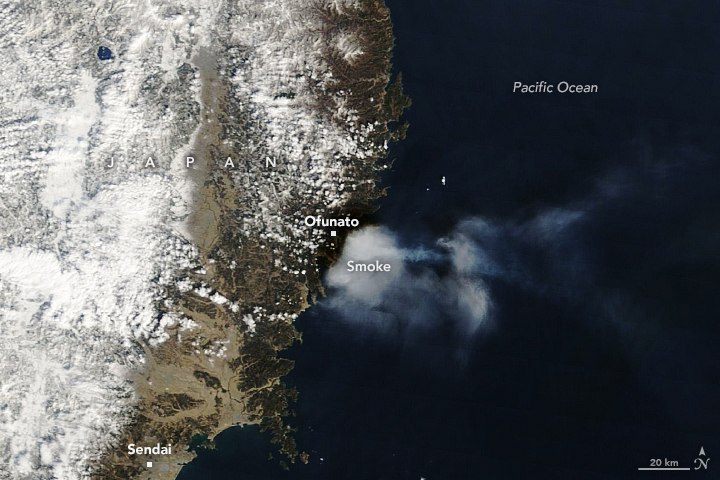
Una imagen satelital del incendio tomada el 1 de marzo por la NASA.

A las 7:30 a. m. del 1 de marzo, se emitió otra orden para las áreas de Hajimeminenishi, Hajimereitō y Uehajimemine.  En total, se emitieron órdenes de evacuación para 1896 hogares en la ciudad de Ōfunato, afectando a 4596 personas en 17 distritos.  Un informe de AGID a las 12:00 horas dijo que el incendio se había extendido a 1400 hectáreas.  Otro informe a las 11 a. m. del día siguiente dijo que el incendio había crecido a 4000 acres.  A las 7 de la mañana del 3 de marzo, la AGID informó que el incendio había alcanzado 2100 hectáreas.  A las 7 de la mañana del 4 de marzo ya había crecido hasta las 2600 hectáreas. 
Según un informe de AGID, hasta el 5 de marzo el incendio había alcanzado más de 2,9 hectáreas.  Esto convirtió al incendio en el más grande en Japón en más de 50 años, superando el incendio de 1975 que quemó 2700 hectáreas en Hokkaido.  Un informe posterior indicó que 545 equipos de 15 prefecturas estaban en el lugar, con 2030 bomberos combatiendo el incendio, así como 13 equipos aéreos de extinción de incendios compuestos por 80 personas.  La primera lluvia significativa desde que comenzó el incendio comenzó a las 4 a. m. del 5 de marzo, poniendo fin a un período seco de 16 días en algunas áreas; A las 17 horas del mismo día cayeron 17 milímetros. En una conferencia de prensa, la ciudad dijo que aún no había podido investigar los efectos de la lluvia, pero los bomberos confirmaron que no se había extendido más. Una investigación en el lugar confirmó que 78 edificios resultaron dañados, sin embargo el informe señaló que no se investigaron todas las áreas e indicó que el número podría aumentar. 

## Respuesta
Las respuestas iniciales al incendio se realizaron rápidamente después de que el incendio comenzó el 26 de febrero. El gobierno de la ciudad instaló un cuartel general de respuesta a desastres a las 13:33 horas, el cual fue tomado por el gobierno provincial a las 15:50 horas. A las 2 p. m., la ciudad de Ofunato y la prefectura de Iwate solicitaron el despliegue de las Fuerzas de Autodefensa de Japón para ayudar en los esfuerzos de extinción de incendios. AGID también estableció un cuartel general de respuesta a desastres a las 2:30 p.m., con el director de la División de Protección Civil y Prevención de Desastres de la agencia como jefe; Esto fue posteriormente reorganizado a las 15:34 horas de manera que el Comisario General de la AGID pasó a ser el jefe. La ciudad solicitó el envío de un equipo de asistencia de emergencia para combatir el incendio a las 3:34 p.m. Se recibió apoyo de las ciudades de Niigata, Sapporo, Sendai, Tokio y Yokohama y de las prefecturas de Akita, Aomori, Chiba, Fukushima, Gunma, Hokkaido, Ibaraki, Kanagawa, Miyagi, Niigata, Saitama, Tochigi, Tokio y Yamagata . 
A las 7 de la tarde del 26 de febrero se implementó la Ley de Ayuda en Casos de Desastre, lo que significa que los costos de la ayuda de emergencia serían asumidos por los gobiernos nacional y provinciales.  El 5 de marzo, el primer ministro Shigeru Ishiba dijo que estaba considerando designar el incendio forestal como un "desastre mayor" y que el gobierno nacional pagaría los costos de recuperación. 